# Ettore Costantini
Ettore Costantini, soprannominato Vecio (Cortina d'Ampezzo, 21 febbraio 1921 – Cortina d'Ampezzo, 5 giugno 1998), è stato un alpinista italiano.

## Biografia
Fece parte del gruppo alpinistico degli Scoiattoli di Cortina. Il 13 e 14 luglio 1944 apre la via S del pilastro della Tofana di Rozes insieme a Romano Apollonio (anch'egli parte degli Scoiattoli) nella sua città natale Cortina d'Ampezzo. Il nuovo tracciato alpinistico è di difficoltà compresa tra il 5° e il 6° superiore, questa è la sua impresa più difficile.

## Carriera alpinistica
Insieme ad altri scoiattoli Ettore aprì nuove vie:
- 10, 11 settembre 1941: variante via Comici-Dimai (Cima grande di Lavaredo, difficoltà 6°)
- 12 giugno 1942: variante camino Barbaria (Becco di Mezzodì, difficoltà 5° superiore)
- 29 giugno 1942: torrione Zesta (Tofana, difficoltà 6°)
- 16, 17 agosto 1942: via della Julia (Tofana di Rozes, difficoltà 5°/6°)
- 23 agosto 1942: via S (Zestelis, Pomagagnon, difficoltà 3° con passaggi di 5° e 6°)
- 23 giugno 1943: via direttissima degli scoiattoli (Col Rosà, difficoltà 5°/6°)
- 30 maggio 1943: via del Camino (Lastoni di Formin, difficoltà 5°)
- 27 giugno 1943: via O (punta Adì, Croda da Lago, difficoltà 5° superiore)
- 21 agosto 1943: via le punte (Gruppo del Sella, difficoltà 5° con passaggi di 6°)
- 7 ottobre 1943: via E (punta Anna, Tofane, difficoltà 4°)
- 31 maggio 1944: via di Sinistra (Col Bechei, difficoltà 5°)
- 13, 14 luglio 1944: via S (Pilastro della Tofana di Rozes, difficoltà 5°/6° superiore)
- 8 settembre 1944: via Centrale (Croda da Lago, difficoltà 5°superiore)
- 27 maggio 1945: via S (Punta della Croce, Pomagagnon, difficoltà 4° con passaggi di 5°)
- 24 giugno 1945: via E (Sperone destro della Tofana di mezzo, difficoltà 6°)
- 16 luglio 1945: via normale (Punta Folgore, Croda dei Baranci, 4° con passaggi di 5°)
- 19 agosto 1945: via del Foro (Campanile Federa, Croda da Lago, difficoltà 5°)
- 9 settembre 1945: via Destra (Col Bechei, difficoltà 3°/4°)
- 20 settembre 1945: via Giovanna (Torre del Barancio, Cinque Torri, difficoltà 6°)
- 10 agosto 1946: via Normale (Pianoro in Val di Landro, difficoltà 4°/5°)
- 8 settembre 1946: via S (Torre Lagazuoi, difficoltà 4° superiore)
- 29 settembre 1946: via dello spigolo (Pilastro della Tofana di Rozes, difficoltà 6°)